# Tablice rejestracyjne w Gibraltarze

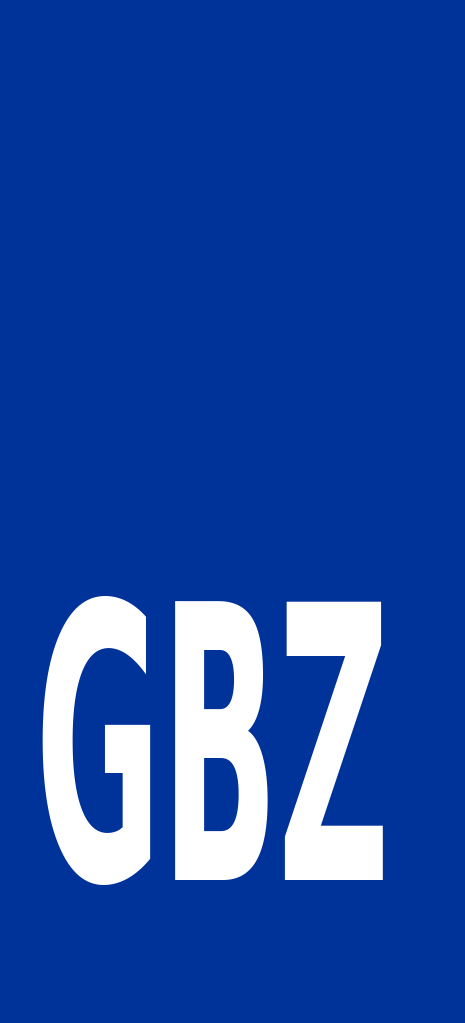
Euroband gibraltarski

Gibraltarskie tablice rejestracyjne są podobne do brytyjskich. Posiadają te same barwy i czcionkę. Przy lewym boku widnieje euroband.

## Samochody prywatne

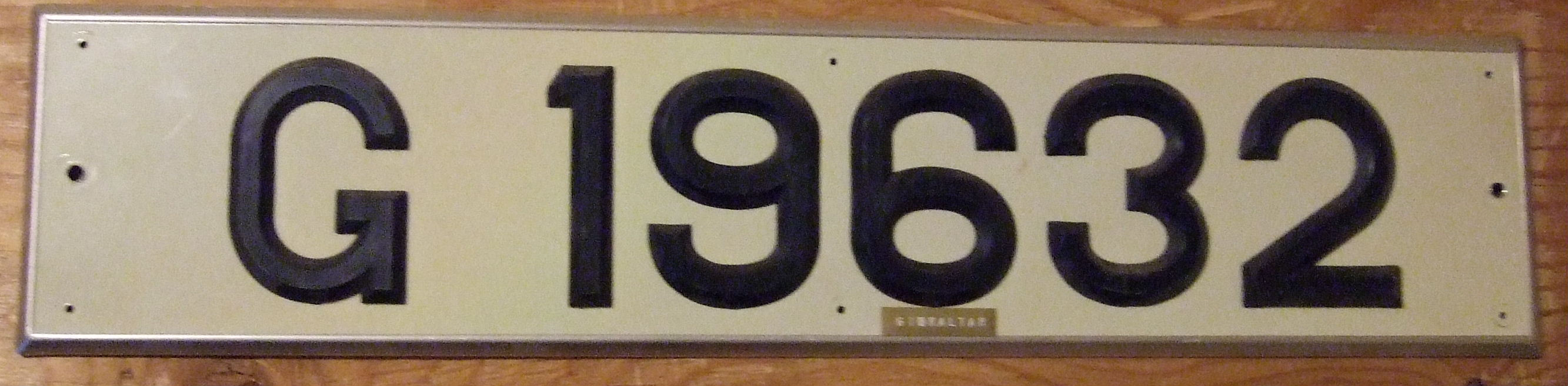
Dawna gibraltarska tablica rejestracyjna

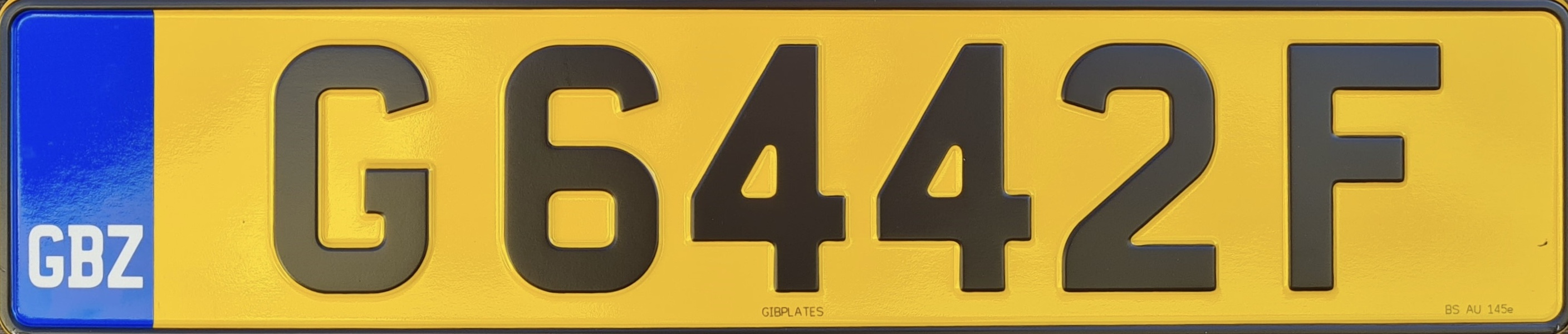
Obecnie używana tablica rejestracyjna z Gibraltaru

Od 1912 do 2001 tablice rejestracyjne składały się z litery G i cyfr nadawanych w kolejności. Maksymalna liczba cyfr możliwa na takiej rejestracji to 5, czyli pierwszą rejestracją było G 1, a ostatnią byłoby G 99999.
W październiku 2001 wprowadzono nowy system, jednak do wyczerpania zasobów stary system nadal jest używany. Nowy system składa się z litery G, liczby od 1000 do 9999 i litery, która oznacza serię. Numery i serie przydzielane są w kolejności rosnącej. W październiku 2012 w użyciu była seria D.

## Numery specjalne
- Wiele pojazdów militarnych posiada rejestracje z kodem RN.
- Szefowie ministrów Gibraltaru jeżdżą samochodami z tablicą G1.